# Djuna Bernard

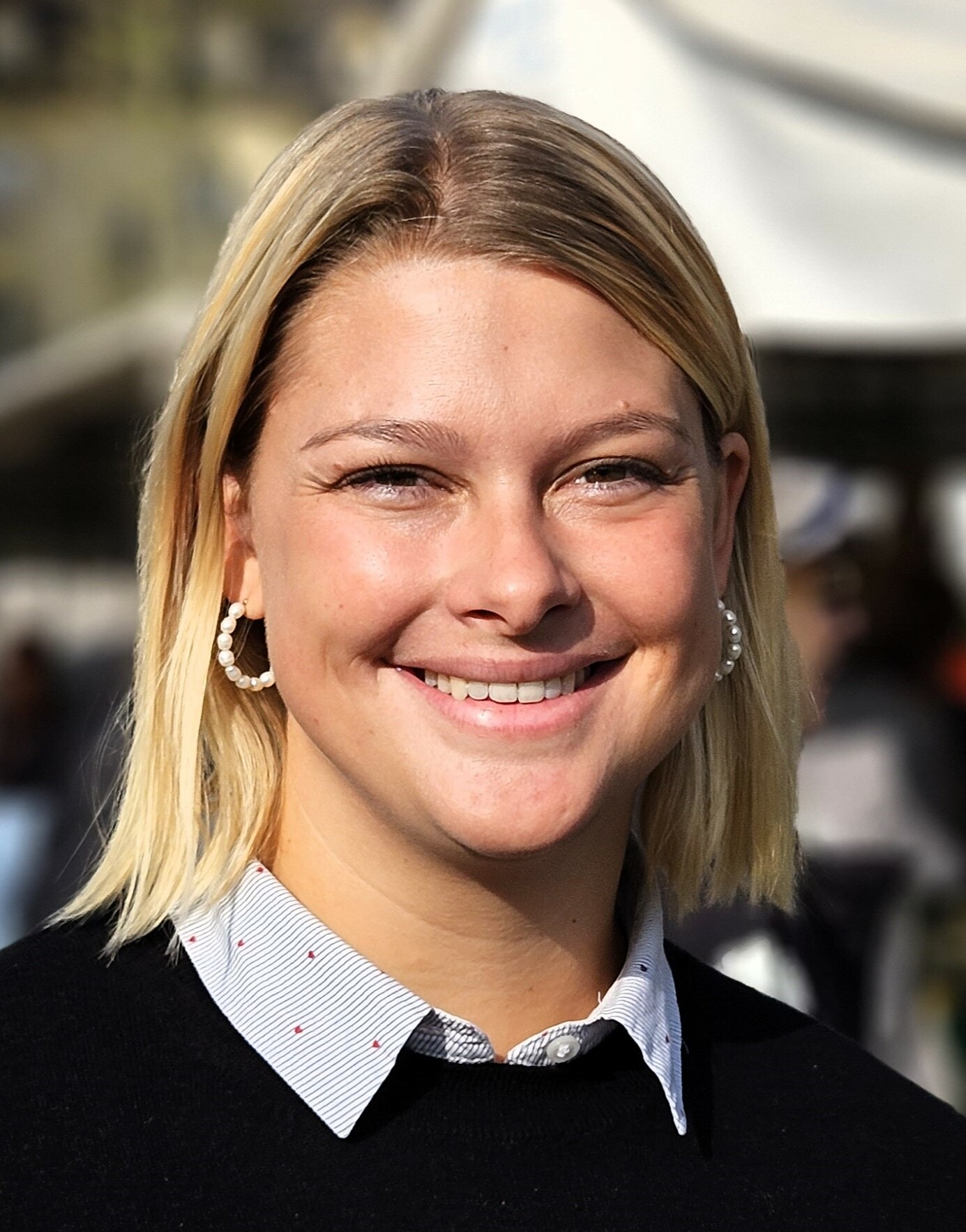
Djuna Bernard, 2023

Djuna Bernard (* 15. Juni 1992) ist eine luxemburgische Politikerin der grünen Partei Luxemburgs Déi Gréng. Sie war von März 2019 bis Oktober 2024 Co-Parteivorsitzende ihrer Partei, ist Abgeordnete der Abgeordnetenkammer Luxemburgs und war Vizepräsidentin der Kammer.

## Leben
Djuna Bernard studierte von 2011 bis 2014 an der Universität Luxemburg – mit einem Auslandszwischensemester 2013 im Rahmen des Erasmus-Programms an der Freien Universität Berlin - Europäische Geschichte und schloss ihr Studium mit dem Bachelor ab. Anschließend studierte sie von 2015 bis 2017 an der Universität Heidelberg, wo sie einen Masterabschluss im Fachgebiet Non-Profit Management and Governance erlangte.
Nach beruflichen Tätigkeiten am Lycée Josy-Barthel Mamer, bei der Chargée de Mission und beim Luxemburger Roten Kreuz war sie vor ihrer Abgeordnetentätigkeit zuletzt als Beraterin der Geschäftsführung bei Elisabeth - am sozialen Déngscht zu Lëtzebuerg tätig.

## Politik
Schon im Alter von 16 Jahren begann Dunja Bernard damit, sich in der Jugendorganisation Déi jonk gréng (Die jungen Grünen) der grünen Partei Déi Gréng zu engagieren. Für Déi jonk gréng war Bernard auch Mitglied in der auf Deutsch kurz als Jugendkonferenz bezeichneten Conférence Générale de la Jeunesse Luxembourg, einem Dachverband der Jugendorganisationen Luxemburgs, und im Zeitraum zwischen März 2016 und März 2018 Präsidentin der Konferenz.
Bei der Kammerwahl 2018 zur Abgeordnetenkammer am 14. Oktober 2018 kandidierte Djuna Bernard im Wahlbezirk Zentrum, unterlag in der Direktwahl, rückte aber für Sam Tanson nach, die Ministerin für Wohnungsbau und Kultur wurde, und war somit die jüngste Parlamentsabgeordnete. Am 6. Dezember 2018 wurde Bernard zur Abgeordneten vereidigt und am 10. Oktober 2019 wurde sie Vizepräsidentin des Hohen Hauses, nachdem ihr Vorgänger im Amt Henri Kox Wohnungsbauminister wurde.
Auf einem Parteikongress im März 2019 wurde Djuna Bernard mit 94,2 Prozent der Stimmen zur Co-Präsidentin von Déi Gréng – also zur gemeinsamen Vorsitzenden der Partei neben Christian Kmiotek – gewählt. Der weibliche Part der bei den luxemburgischen Grünen statutengemäßen Besetzung einer Doppelspitze mit einem Mann und einer Frau war zuvor ein Jahr lang unbesetzt gewesen, so dass Kmiotek alleine den Parteivorsitz innehatte. Ab Juli 2020 bis Oktober 2024 bestand die Doppelspitze aus Djuna Bernard und Meris Šehović.
Am 8. Oktober 2023 wurde Bernard bei der Kammerwahl 2023 nicht erneut in die Abgeordnetenkammer gewählt. Nach dem Rücktritt von François Bausch als Abgeordneter am 10. Juli 2024 rückte Bernard ins Parlament nach. Seit Juni 2023 gehört Djuna Bernard auch der Gemeindevertretung von Mamer an.

## Themenschwerpunkte
Als Themenschwerpunkte nannte Bernard zu Beginn ihrer Abgeordnetentätigkeit unter anderen die Jugendpolitik samt ihren Querverbindungen, wie der Bildungs- und Sozialpolitik, die Außen- und die Kulturpolitik sowie Bereiche wie die Digitalisierung.